# Hashimoto
ashimoto (橋本市 -shi) é uma cidade japonesa localizada na província de Wakayama.
Em 2003 a cidade tinha uma população estimada em 54 863 habitantes e uma densidade populacional de 497,94 h/km². Tem uma área total de 110,18 km².
Recebeu o estatuto de cidade a 1 de Janeiro de 1955.

## Cidade-irmã
- Rohnert Park, Estados Unidos